# Hans Heinrich Behrmann
Hans Heinrich Behrmann, född 1769 (inte 1776), död 23 oktober 1836, var en dansk historiker av holsteinsk börd.
Behrmann var 1806–1814 adjunkt i Roskilde. Han var den förste dansk, som underkastade Kristian II:s historia en kritisk behandling och bidrog till ett mer allsidigt bedömande av hans karaktär. Utom Kristian II:s historie (1815) utgav han Historisk-topografisk beskrivelse af Roskilde (1832).